# Bert Stern
Bertram Stern (ur. 3 października 1929 na Brooklynie, zm. 26 czerwca 2013 na Manhattanie w Nowym Jorku) – amerykański fotograf i filmowiec pochodzenia żydowskiego.

## Życiorys
Urodził się na Brooklynie, w rodzinie żydowskich emigrantów, a jego ojciec był pracownikiem nowojorskiego zakładu fotograficznego, specjalizującego się w portretach dziecięcych. Mając 16-lat porzucił szkołę i podjął pierwsza pracę w magazynie Look. Następnie piastował stanowisko dyrektora artystycznego magazynu Mayfair, samemu zaczynając karierę fotograficzną.
W 1951 r., został wcielony do amerykańskiej armii i wysłany w ramach służby do Japonii, w charakterze fotoreportera wojskowego. Po powrocie do kraju odniósł pierwszy duży sukces w branży fotografii reklamowej wykonując zdjęcie reklamowe wódki Smirnoff prezentowane na słynnej Madison Avenue w Nowym Jorku, co przyniosło mu znaczne uznanie.
Światową sławę i rozpoznawalność przyniósł mu cykl zdjęć znanych jako The Last Sitting, będących zbiorem 2500 zdjęć wykonanych dla magazynu Vogue, prezentujących aktorkę Marilyn Monroe. Sesja zdjęciowa miała miejsce w 1962 r., w Hotelu Bel-Air w Los Angeles i trwało 3 dni (było to na 6 tygodni przed śmiercią aktorki). Album Sterna - The Last Sitting, został opublikowany w 1982 r., i ponownie w 2000 r., ciesząc się dużą popularnością ze względu na fakt iż była to ostatnia sesja fotograficzna aktorki przed śmiercią.
Stern cieszył się uznaniem jednego z najlepszych amerykańskich fotografów komercyjnych lat 60 i 70 - XX wieku. Pozowało mu także wiele uznanych aktorek i modelek tamtych czasów w tym: Audrey Hepburn, Sophia Loren, Elizabeth Taylor i Twiggy.